# Liste ehemaliger Johanniterkommenden

Die Ordensflagge des Johanniterordens

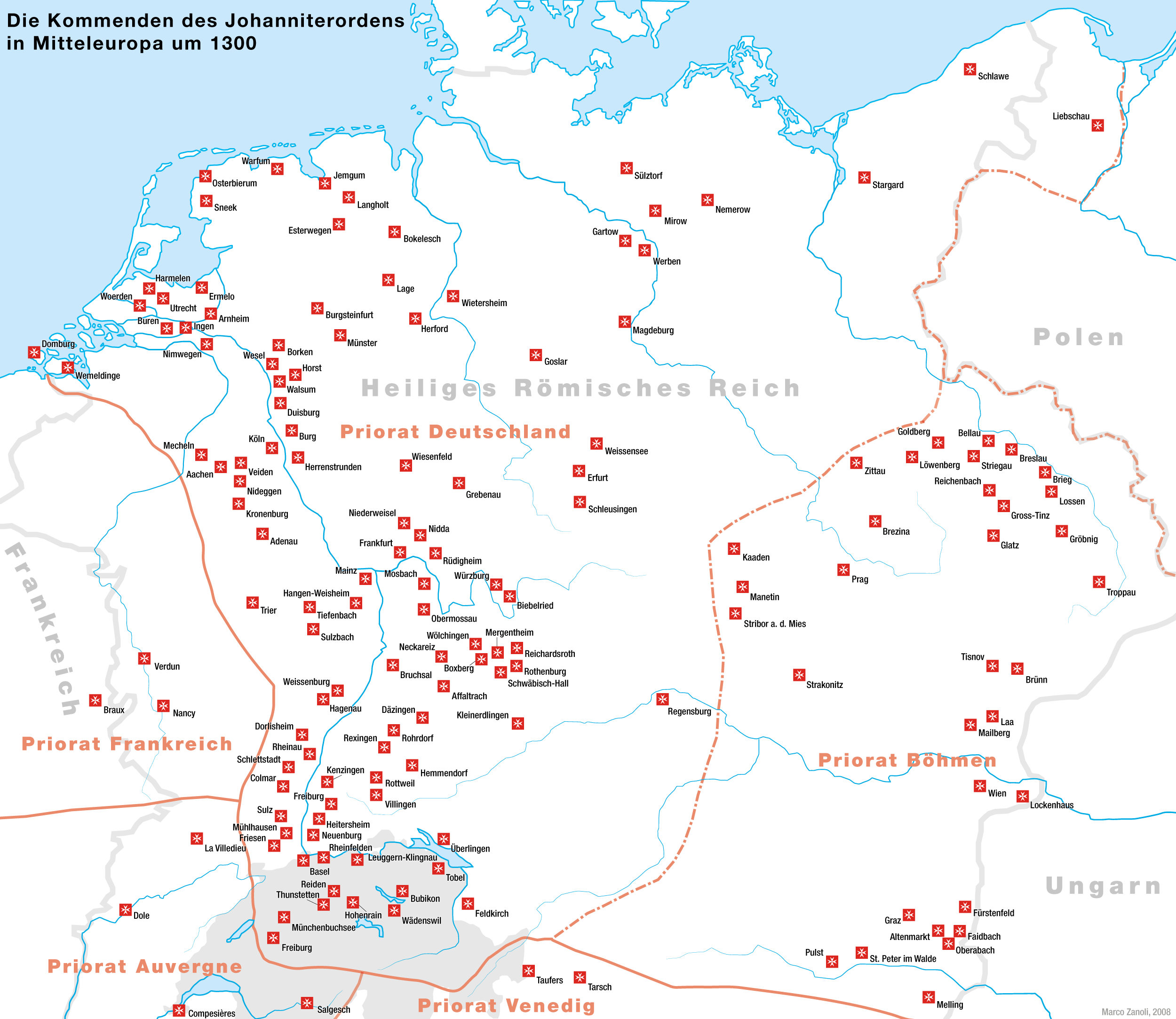
Die Niederlassungen des Johanniterordens in Mitteleuropa vor dem Vertrag von Kremmen (1318)

Der Johanniter- oder Malteserorden besaß seit dem Mittelalter zahlreiche Kommenden, in denen Ordensangehörige lebten. Die Kommenden dienten nicht zuletzt zur Finanzierung des Kampfes der Ordensritter gegen die Muslime.
Wie in anderen Orden auch waren die Niederlassungen in regionalen Provinzen – bei den Johannitern hießen diese (Groß-)Priorate – zusammengefasst. Diese wiederum waren landsmannschaftlich in den so genannten Zungen organisiert.
Manche (Groß-)Priorate waren noch in Balleien unterteilt.

## Zunge der Provence

Wappen der Zunge der Provence

### Großpriorat von St. Gilles
- Nizza
- La Croix-sur-Roudoule
- Saint-Gilles (Gard), Sitz des Großpriors seit 1118

### Großpriorat von Toulouse
- Toulouse, Sitz des Großpriors
- Condat
- Sarjeac
- Saint-Nexans
- Montguiard
- Bonnefare
- Saint-Avit de Fumadière
- Combarenches
- Soulet
- Andrivaux

## Zunge der Auvergne

### Großpriorat Auvergne
Die Zunge der Auvergne kannte nur ein Priorat, das 1233 eingerichtet wurde. Der Sitz des Grosspriors war zuerst in Olloix, dann ab 1475 in Lureil, ab 1530 in Bourganeuf. Kurz vor der französischen Revolution wurde der Sitz 1787 nach Lyon verschoben. 1791 wurde das Grosspriorat aufgehoben. Das Archiv des Grosspriorats der Auvergne befindet sich heute noch dort. Der Bestand der Kommenden belief sich gemäß der Einschätzung von Léopold Niepce zuletzt auf 56. Mehrere Kommenden wurden bereits im ausgehenden Mittelalter oder der Reformationszeit aufgehoben. Bis auf La Chaux und Compesières befinden sich alle ehemaligen Kommenden im heutigen Frankreich.
- Sainte-Anne, Haute-Vienne
- Arbois, Dep. Jura
- Ayen, Dep. Corrèze
- Bellechassagne, Dep. Corrèze, 1588 auf Anordnung von König Heinrich III. zerstört
- Bellecombe, Isère
- La Chaux, Kanton Waadt, Schweiz (1315–ca. 1539), vorher Templer
- Blandaix, Dep. Creuse
- Les Bordes, Dep. Cher
- Bourganeuf, Dep. Creuse, Sitz des Großpriors 1530–1787
- Bugnais, Dep. Allier
- Carlat, Dep. Cantal
- Celles, Dep. Cantal
- Chambéry, Dep. Savoie, zu dieser Kommende gehörten die Membra Salgesch mit dem Hospiz auf dem Simplonpass (ca. 1235–1655) und L'Hôpital-sous-Conflans (Albertville)
- Chambéreaud, Dep. Creuse
- Channonat, Dep. Puy-de-Dôme
- Charrières, Dep. Vienne
- Chazelles, Dep. Loire
- Courteserre, Dep. Puy-de-Dôme
- La Croix au Baust, Dep. Creuse
- Verrières, Dep. Loire
- Dole, Dep. Jura, 1312–1791, vorher Templer
- Les Echelles, Dep. Savoie
- Farges, Dep. Cher
- Feniers, Dep. Creuse
- Feuillets, Dep. Ain
- Genevois (Compesières), Kanton Genf, Schweiz (1270–1792)
- Saint-Georges (Lyon), Dep. Rhône, Sitz des Grosspriors 1787–1791
- Lamusse, Dep. Ain
- Lieu-Dieu, Dep. Cher
- Limoges, Dep. Haute-Vienne
- Lormeteau, Dep. Indre
- Lureuil, Dep. Indre, Sitz des Grosspriors 1475–1530
- Mâcon, Dep. Saône-et-Loire
- Maisonisse, Dep. Creuse
- Mas-Dieu, Dep. Corrèze
- Mayet et La Marche, Dep. Allier
- Monchamp, Dep. Cantal
- Montbrison, Dep. Loire
- Montferrand, Dep. Puy-de-Dôme
- Morterolles, Dep. Haute-Vienne
- Olloix, Dep. Puy-de-Dôme
- Saint-Paul, Dep. Isère
- Pauliac, Dep. Puy-de-Dôme
- Pontvieux, Dep. Corrèze
- Puy-de-Noix, Dep. Corrèze
- La Racherie, Dep. Allier
- Salins, Dep. Jura
- Les Sales et Montseigny (Chantes), Dep. Haute-Saône
- La Torrete, Dep. Puy-de-Dôme
- Torrebesse, Dep. Puy-de-Dôme
- La Vaufranche, Dep. Creuse
- Vienne, Dep. Isère
- La Villedieu-en-Fontenette, Dep. Haute-Saône (1258–1791)
- Ville-Dieu, Dep. Haute-Saône
- Villefranche, Dep. Loir-et-Cher
- Ville-Jésus, Dep. Charente
- Vinardière, Dep. Vienne
- Viviers, Dep. Vienne

## Französische Zunge

### Großpriorat Frankreich
- Corbeil, Sitz des Großpriors 1225–1311
- Paris, Sitz des Großpriors 1179–1225, erneut ab 1311

### Großpriorat Aquitanien
- Poitiers, Sitz des Großpriors 1317

## Italienische Zunge

### Großpriorat Barletta
- Bari
- Barletta, Sitz des Großpriors
- Brindisi

### Großpriorat Capua
- Capua, Sitz des Großpriors
- Neapel
- Salerno
- Torre di Mare

### Großpriorat Sizilien
Das Grosspriorat von Messina umfasste 12 Kommenden:
- Butera
- Drosi
- Melicuccà
- Messina, Sitz des Großpriors

### Großpriorat von Rom
Das Grosspriorat von Rom umfasste 19 Kommenden:
- Orvieto
- Rom, Sitz des Großpriors

### Großpriorat von Pisa
- Alberese
- Pisa, Sitz des Großpriors

### Großpriorat der Lombardei
Das Grosspriorat der Lombardei hatte seinen Sitz in Asti. Es umfasste 45 Kommenden:
- Acqui (1420–1442)
- Altavilla Monferrato (1442)
- Alessandria (1347)
- Alba (1358)
- Asti (1439), Sitz des Großpriors
- Bergamo, vorher Templer
- Brescia, vorher Templer
- Buttigliera d’Asti (1543)
- Candiolo (1358)
- Cavallermaggiore (1312)
- Casaleggio Novara (1401)
- Caselle Torinese (1456)
- Casale Monferrato (1418)
- Castellazzo Bormida (1449)
- Centallo (1458)
- Ceresole d’Alba (1517)
- Chieri (1419)
- Cremona (1151)
- Contone (ca. 1200–1569), Schweiz, mit Hospizen in Camperio und Leontica
- Cuneo (1452), bis 1504 mit Monreale
- Felizzano (1748)
- Fossano (1444)
- Genua
- Ivrea (1477)
- Lodi (1161)
- Mailand[5]
- Moncalieri (1285)
- Mondovì (1504)
- Carmagnola (1381)
- Murello (1442)
- Nizza Monferrato (1389)
- Novara (1439)
- Pavia (1227)
- Pancalieri (1434)
- Racocnigi (1390)
- Revigliasco (1766)
- Ripa (1382–1394)
- Montecastello (1394)
- Trino (1503)
- Tortona (1402)
- Turin (1365–1761)
- Vercelli (1358)
- Verolengo (1477)
- Vigone (1452)

### Großpriorat von Venedig
Das Grosspriorat von Venedig umfasste 27 Kommenden:
- Bologna
- Faenza
- Venedig
- Tarsch, Vinschgau, mit Membrum Taufers sowie den Hospizen in Susauna, Zernez und Scuol im Engadin[7]

## Zunge von Aragon

### Großpriorat von Amposta
- Amposta, Sitz des Großpriors
- Rauric, Kommende in der Gemeinde Llorac

## Englische Zunge
Die Kommenden in England, Schottland und Irland wurden von Heinrich VIII. aufgelöst, die Zunge bestand nur noch titularisch fort. Ende des 18. Jahrhunderts wurde das Großpriorat Bayern und das Großpriorat Russland formal der Zunge angeschlossen (siehe Zungen des Malteserordens#Bayern und Russland in der Englischen Zunge). Das 1831 offiziell wiederhergestellte Großpriorat England besteht bis heute, jedoch ohne den Territorialbesitz der Kommenden.

### Großpriorat von England
- Clerkenwell, London, Sitz des Großpriors
- Trebeigh, Cornwall
- Temple Bruer, Lincolnshire
- Willoughton, Lincolnshire
- Iverley, Staffordshire
- Baddesley, Hampshire
- Templecombe, Somerset
- Quenington, Gloucestershire

### Großpriorat von Irland
- Kilmainham, Grafschaft Dublin, Sitz des Großpriors
- Kilmainhambeg bei Kells, Grafschaft Meath
- St. John in the Ards bei Portaferry, Nordirland
- Kilteel, Grafschaft Kildare
- Killybegs, Grafschaft Kildare
- Tully, Grafschaft Kildare
- Ballybrack, Grafschaft Wexford
- Mourne, Grafschaft Cork
- Any (heute Hospital), Grafschaft Limerick
- Killergy (oder Killerig), Grafschaft Carlow
- Kilsaran, Grafschaft Louth
- Kilcloggan, Grafschaft Wexford
- Crook, Grafschaft Waterford
- Kilbarry, Grafschaft Waterford
- Killure, Grafschaft Waterford
- Clonaul, Grafschaft Tipperary
- Clontarf, Grafschaft Dublin[10]
- Ballyhack, Grafschaft Wexford

### Großpriorat von Bayern
- Magistralkommende Erding[11]
- Kommende Ebersberg (Sitz des Großpriors)[12]
- Großballei Neuburg[13]
- Kommende Altötting[14][15]
- Kommende Amberg
- Kommende Aham
- Kommende Biburg
- Kommende Brunn
- Kommende Echenbrunn
- Kommende Eichberg
- Kommende Elsing
- Kommende Enzenried
- Kommende Hornbach
- Kommende Ingolstadt
- Kommende Kaltenberg
- Kommende Kastl
- Kommende Landsberg
- Kommende Mindelheim ad St. Johannem
- Kommende Mindelheim ad St. Mariam
- Kommende München
- Kommende Münchsmünster
- Kommende Neuessing
- Kommende Pfeffenhausen
- Kommende Randeck
- Kommende Schierling
- Kommende Stockau
- Kommende Stöckelsberg
- Kommende Sulzbach
- Kommende Straubing
- Kommende Taufkirchen
- Kommende Vogach

## Deutsche Zunge

### Großpriorat Böhmen
| Kommende | Gründung/Erstnachweis | Auflösung/Verkauf | Bauliche Reste                                                                     | Bild |
| --- | --- | --- | ---------------------------------------------------------------------------------- | ---- |
| Johanniterkommende Altzülz (heute Solec, Woiwodschaft Oppeln, Polen)                                        | 1256 erste Schenkung, zunächst Membrum der Kommende Lossen, 1332 selbständige Kommende                                                                               | zu Beginn des 17. Jahrhunderts zum Membrum der Kommende Gröbnig zurückgestuft                                                    | Kirche (stark verändert)                                                           |      |
| Johanniterkommende Beilau (heute Piława, südlich von Kąty Wrocławskie, Woiwodschaft Niederschlesien, Polen) | 1261 als Kommende belegt | 1411 mit der Kommende Groß Tinz vereinigt                                                                                        | keine baulichen Reste mehr vorhanden                                               | -    |
| Johanniterkommende Böhmisch Aicha (heute Český Dub, Okres Liberec, Tschechien)                              | um/nach 1237 entstanden | 1429 in den Hussitenkriegen zerstört                                                                                             | Reste des Kommendegebäudes und der Kommendekapelle                                 |      |
| Johanniterkommende Corpus Christi Breslau (heute Wrocław, Woiwodschaft Niederschlesien, Polen)              | um/vor 1273 entstanden, 1540 an die Stadt Breslau verpfändet, 1692 wieder eingelöst, quasi Familienkommende der Kolowrat                                             | 1825 aufgelöst | Kirche                                                                             |      |
| Johanniterkommende Brieg (heute Brzeg, Woiwodschaft Opole, Polen)                                           | existierte 1280, 1308 als Kommende belegt | ab Mitte des 15. Jahrhunderts zusammen mit der Kommende Lossen vergeben, 1573 an Herzog Georg II. von Brieg abgetreten           | Kirche                                                                             |      |
| Johanniterkommende Brünn (heute Brno, Tschechien)                                                           | 1168 erste Schenkungen um Brünn, 1243 als Kommende belegt und Spital übernommen                                                                                      | bis nach dem 1. Weltkrieg | keine baulichen Reste mehr vorhanden                                               | -    |
| Johanniterkommende Cosel (heute Koźle, Woiwodschaft Oppeln, Polen)                                          | 1293 erste Schenkung, 2. Hälfte 14. Jahrhundert Kommende | zu Beginn 17. Jahrhundert zum Membrum der Johanniterkommende Gröbnig zurückgestuft                                               | Kirche (stark verändert)                                                           |      |
| Johanniterkommende Doschitz (heute Dožice, Okres Plzeň-jih, Tschechien)                                     | 1745 gekauft, anstelle der verkauften Kommende in Karlstadt (Kroatien), war eine sogenannte Bailliage                                                                | 1922 verkauft | Kapelle                                                                            |      |
| Johanniterkommende Ebenfurth (heute Ebenfurth, Bezirk Wiener Neustadt-Land, Niederösterreich)               | 1268 gegründet, war ursprünglich Membrum von Mailberg | 1748 verkauft, danach reine Geldkommende                                                                                         | keine baulichen Reste mehr vorhanden                                               | -    |
| Johanniterkommende Eger (heute Cheb, Tschechien)                                                            | in den 1250er Jahren als Deutschordenskommende gegründet, 1608 an die Stadt Eger verkauft, 1627 an den Johanniterorden                                               | 1692/96 an die Stadt verkauft | Stadtkirche                                                                        |      |
| Johanniterkommende Fürstenfeld (Fürstenfeld, Steiermark, Österreich)                                        | um 1197 Schenkungen in der Umgebung, ursprünglich Membrum von Mailberg, 1232 Kommende                                                                                | nach wie vor im Besitz des Ordens                                                                                                | Kommendesitz (völlig verändert) (Bild um 1830)                                     |      |
| Johanniterkommende Glatz, Grafschaft Glatz (heute Kłodzko, Woiwodschaft Niederschlesien, Polen)             | 1183 Schenkung des Kirchenpatronats in Glatz, zunächst von Prag abhängig, Mitte 13. Jahrhundert Kommende                                                             | 1627/28 an die Jesuiten verkauft, als Ersatz wurde die Kommende Maidelberg gekauft                                               | keine baulichen Reste mehr vorhanden                                               | -    |
| Johanniterkommende Goldberg (heute Złotoryja, Woiwodschaft Niederschlesien, Polen)                          | 1267 nachgewiesen | 1810/11 verstaatlicht | keine baulichen Reste mehr vorhanden                                               | -    |
| Johanniterkommende Gröbnig (heute Grobniki, Woiwodschaft Oppeln, Polen)                                     | 1168 gegründet, wurde um 1200 zur Kommende erhoben, 1283 bis 1590 Kommendesitz meist in Leobschütz, daher gelegentlich auch Kommende Leobschütz genannt              | 1810/11 aufgehoben | Kirche                                                                             |      |
| Johanniterkommende Großharras (Großharras, Niederösterreich, Österreich)                                    | um 1255 entstanden | nach wie vor im Besitz des Ordens                                                                                                | Kirche                                                                             |      |
| Johanniterkommende Groß Tinz (heute Tyniec nad Ślęzą, Woiwodschaft Niederschlesien, Polen)                  | vor 1189 gegründet | 1810/11 aufgehoben | Kirche                                                                             |      |
| Johanniterkommende Heilenstein (heute Polzela, Slowenien)                                                   | 1323 erstmals erwähnt | 1779 verkauft und in eine Geldkommende mit gleichlautender Würde umgewandelt                                                     | Kommendegebäude                                                                    |      |
| Johanniterkommende Hirschfelde (Hirschfelde, Sachsen, Deutschland)                                          | 1299 erwähnt | 1570 an die Stadt Zittau | Kirche (stark verändert)                                                           |      |
| Johanniterkommende Hohenau (in Hohenau an der March, Niederösterreich)                                      | zunächst abhängig von Mailberg, dann 1266 selbständige Kommende | dann wieder in die Kommende Mailberg eingegliedert                                                                               | keine baulichen Reste mehr vorhanden                                               | -    |
| Johanniterkommende Jung-Bunzlau (heute Mladá Boleslav, Tschechien)                                          | 1255 eingerichtet | in den Hussitenkriegen um 1421 zerstört                                                                                          | keine baulichen Reste mehr vorhanden                                               | -    |
| Johanniterkommende Kaaden (heute Kadaň, Tschechien)                                                         | 1186 Kirchenpatronat an die Johanniter, zunächst abhängig von der Kommende in Prag, 2. Hälfte 13. Jahrhundert selbständige Kommende                                  | um 1618/20 von der Stadt Kaaden usurpiert                                                                                        | Kirche (stark verändert)                                                           |      |
| Johanniterkommende Karlstadt (heute Karlovac, Kroatien)                                                     | 1689 von Johann Josef von Herberstein gegründet | 1745 verkauft und stattdessen die Kommende Doschitz gekauft                                                                      | (?)keine baulichen Reste mehr vorhanden                                            | -    |
| Johanniterkommende Klein Oels (heute Oleśnica Mała, Woiwodschaft Niederschlesien, Polen)                    | ursprüngliche Templerkommende, um 1220 gestiftet, 1318 an die Johanniter                                                                                             | 1810 verstaatlicht | Kommendegebäude (stark verändert)                                                  |      |
| Johanniterkommende Kremsier (heute Kroměříž, Tschechien)                                                    | Niederlassung bestand im 14. Jahrhundert, 1406 als Kommende belegt                                                                                                   | im 16. Jahrhundert verloren | keine baulichen Reste mehr vorhanden                                               | -    |
| Johanniterkommende Lichtenau (heute Zawadno, Gmina Lewin Brzewski, Woiwodschaft Opole, Polen)               | Anfang des 14. Jahrhunderts entstanden | im 15. Jahrhundert zusammen mit der benachbarten Kommende Brieg vergeben                                                         | keine baulichen Reste mehr vorhanden                                               | -    |
| Johanniterkommende Lossen (heute Łosiów, Woiwodschaft Opole, Polen)                                         | zunächst abhängig von Groß Tinz, 1281 Kommende | 1810/11 verstaatlicht | Kirche, stark verändert                                                            |      |
| Johanniterkommende Löwenberg (heute Lwówek Śląski, Woiwodschaft Niederschlesien, Polen)                     | 1281 nachgewiesen | 1810 verstaatlicht | keine baulichen Reste mehr vorhanden                                               | -    |
| Johanniterkommende Maidelberg (heute Dívčí Hrad, Okres Bruntál, Tschechien)                                 | frühere Herrschaft Maidelberg wurde 1626/27 an den Johanniterorden übergeben, als Ersatz für die in diesem Jahr an die Jesuiten übergebene Johanniterkommende Glatz, | 1945 enteignet | Kommendegebäude/Schloss                                                            |      |
| Johanniterkommende Mailberg (Mailberg, Niederösterreich)                                                    | 1146 gegründet | heute noch im Besitz des Malteserordens                                                                                          | Kommendegebäude (Schloss), Kirche                                                  |      |
| Johanniterkommende Makau (heute Maków, Woiwodschaft Schlesien, Polen)                                       | 1223 erste Schenkung, 1239 wohl schon Kommende | Mitte des 16. Jahrhunderts zum Membrum der Johanniterkommende Gröbnig zurückgestuft                                              | keine baulichen Reste mehr vorhanden                                               | -    |
| Johanniterkommende Manetin (Manětín, Okres Plzeň-sever, Tschechien)                                         | 1169 erste Schenkungen, abhängig von Prag, 2. Hälfte 13. Jahrhundert Kommende                                                                                        | in den Hussitenkriegen um 1421/22 zerstört und nicht wieder aufgebaut                                                            | keine baulichen Reste mehr vorhanden                                               | -    |
| Johanniterkommende Melling (heute Melje, Slowenien)                                                         | 1217 erstmals erwähnt | ab dem 16. Jahrhundert immer mit der Kommende Fürstenfeld verbunden und verpachtet, 1800 an den Pächter verkauft                 | keine baulichen Reste mehr vorhanden                                               | -    |
| Johanniterkommende Miecholup (heute Měcholupy, Gemeinde Předslav, Tschechien)                               | 1696 angekauft, als Ersatz für die verkaufte Kommende Eger | 1922 verkauft | keine baulichen Reste mehr vorhanden                                               | -    |
| Johanniterkommende Mies (heute Stříbro, Tschechien)                                                         | 1183 Pfarrkirche geschenkt | 1420 von den Hussiten zerstört                                                                                                   | keine baulichen Reste mehr vorhanden                                               | -    |
| Johanniterkommende Mutenitz (heute Mutěnice u Strakonic, Okres Strakonice, Tschechien)                      | 1183 Pfarrkirche geschenkt | im 15./16. Jahrhundert verkauft                                                                                                  | keine baulichen Reste mehr vorhanden                                               | -    |
| Johanniterkommende Ober-Králowitz (existiert nicht mehr)                                                    | 1571 erworben | 1667 wurde die Kommende Ober-Kralowitz mit der Kommende Brünn vereinigt, 1803 verkauft und stattdessen Geldkommende eingerichtet | keine baulichen Reste mehr vorhanden (1974 durch die Želivka-Talsperre überflutet) | -    |
| Johanniterkommende Oberkaunitz (heute Horní Kounice, Tschechien)                                            | um 1200 Schenkung, 1248 Kommende | 1464 zunächst verpfändet, 1468 völlig zerstört                                                                                   | die Hauptgebäude (stark umgebaut als Speicher), und die Reste eines Tors erhalten  | -    |
| Johanniterkommende Obitz (heute Obytce, Okres Klatovy, Tschechien)                                          | Familienkommende, 1703 Geldbetrag vom Salzburger Erzbischof Johann Ernst von Thun und Hohenstein gestiftet, 1749 gekauft                                             | 1922 verkauft | Schloss                                                                            |      |
| Johanniterkommende Orlowitz (heute Orlovice, Okres Vyškov, Tschechien)                                      | 1173 entstanden | 1420 zerstört, 1490 endgültig verkauft                                                                                           | keine baulichen Reste mehr vorhanden                                               | -    |
| Johanniterkommende Pirnitz (heute Brtnice, Okres Jihlava, Tschechien)                                       | 1392 Kommende | ? | keine baulichen Reste mehr vorhanden                                               | -    |
| Johanniterkommende Pitschin (heute Pičín, Okres Příbram, Tschechien)                                        | zwischen 1358 und 1373 selbständige Kommende | nach 1373 dem Orden entfremdet oder vom Orden verkauft                                                                           | Kirche, stark verändert                                                            |      |
| Johanniterkommende Ploschkowitz (heute Ploskovice, Okres Litoměřice, Tschechien)                            | 1188 Schenkung, 2. Hälfte 13. Jahrhundert Kommende | 1421 zerstört, 1465 vom König eingezogen                                                                                         | keine baulichen Reste mehr vorhanden                                               | -    |
| Johanniterkommende Unser Lieben Frau unter der Kette Prag (St. Maria unter der Kette, Prag, Tschechien)     | zwischen 1158 und 1169 in den Besitz des Ordens gekommen | 1945 enteignet und 2013 restituiert                                                                                              | Kirche                                                                             |      |
| Johanniterkommende Pribitz (Přibice, Okres Brno-venkov, Tschechien)                                         | seit 1257, im 14. Jahrhundert Priesterkommende | 1462 vom König eingezogen | keine baulichen Reste vorhanden                                                    | -    |
| Johanniterkommende Pulst (Pulst, Kärnten)                                                                   | 1263 Schenkung des Kirchenpatronats, 1267 Kommende | noch im Besitz des Malteserordens                                                                                                | Kirche                                                                             |      |
| Johanniterkommende Reichenbach (heute Dzierżoniów, Woiwodschaft Niederschlesien, Polen)                     | 1338 Kommende | 1810 verstaatlicht | Kirche, verändert                                                                  |      |
| Johanniterkommende St. Michael                                                                              | 1763 durch Michael Ferdinand Reichsgraf von Althann (1708–1789) gebildet, reine Geldkommende                                                                         | ? | keine baulichen Reste vorhanden                                                    | -    |
| Johanniterkommende St. Ferdinand                                                                            | reine Geldkommende | ? | keine baulichen Reste vorhanden                                                    | -    |
| Johanniterkommende St. Octavian                                                                             | 1769 gebildet, reine Geldkommende, Familienkommende des Geschlechts von Sinzendorf                                                                                   | ? | keine baulichen Reste vorhanden                                                    | -    |
| Johanniterkommende St. Peter in Krain (heute Pivka, Slowenien)                                              | 1206 erwähnt | Ende 19. Jahrhundert veräußert                                                                                                   | Kirche, verändert                                                                  | -    |
| Johanniterkommende Strakonitz (heute Straconice, Okres Strakonice, Tschechien)                              | 1243 Schenkung der Kirche in Strakonitz und Haus in Strakonitz erwähnt, im 15. Jahrhundert wurde der Hauptsitz des Priorats Böhmen nach Strakonitz verlegt           | 1922 verkauft | Burg (Kommendesitz)                                                                |      |
| Johanniterkommende Striegau (heute Strzegom, Woiwodschaft Niederschlesien, Polen)                           | 1180 Besitz erwähnt, im 13. Jahrhundert als Kommende belegt | 1810 verstaatlicht | Kirche, Pfarrhof (ehemaliges Kommendegebäude)                                      |      |
| Johanniterkommende Stroheim (Stroheim, Oberösterreich)                                                      | vor 1268 gegründet, zunächst abhängig von der Kommende Mailberg, dann selbständige Kommende                                                                          | im 16. Jahrhundert wieder Filiale von Mailberg, 1784 aufgehoben                                                                  | Kirche                                                                             |      |
| Johanniterkommende Troppau (heute Opava, Tschechien)                                                        | 1204 erwähnt, Teil der Kommende Gröbnig, 1377 Teilung des Landes Troppau und Kommende in Troppau eingerichtet                                                        | 1931 verkauft | Kirche St. Johannes Baptist                                                        |      |
| Kommende Uhřiněves (Uhřiněves, Tschechien)                                                                  | ursprüngliche Templerkommende, 1414 priorale Kammer des Großpriors von Böhmen                                                                                        | ? | Kirche (stark verändert)                                                           |      |
| Johanniterkommende Unterlaa (Unterlaa, Wien, Österreich)                                                    | 1272 Kirche an die Johanniter übertragen, Gründung eines Hospitals, zuerst abhängig von Mailberg, um 1300 selbständige Kommende                                      | im 15. Jahrhundert wieder Membrum von Mailberg                                                                                   | Kirche                                                                             |      |
| Johanniterkommende St. Johann Wien (Kärntner Str. 35, Wien, Gemeindebezirk Innere Stadt)                    | 1190 gestiftet | noch im Besitz des Malteserordens                                                                                                | Malteserkirche                                                                     |      |
| Johanniterkommende Warmbrunn (heute Cieplice Śląskie-Zdrój, Woiwodschaft Niederschlesien, Polen)            | 1281 gestiftet | bereits im 14. Jahrhundert wieder erloschen                                                                                      | keine baulichen Reste mehr vorhanden                                               | -    |
| Johanniterkommende Zittau (heute Zittau, Sachsen, Deutschland)                                              | 1275 Besitz der Johanniter in der Umgebung von Zittau erwähnt, 1303 als Kommende belegt                                                                              | 1540 an die Stadt Zittau verpfändet, 1571 an die Stadt Zittau verkauft                                                           | Johanniskirche (1757 abgebrannt und ab 1766 neu errichtet)                         |      |

### Großpriorat Deutschland
Das Großpriorat war in acht Balleien aufgeteilt (in alphabetischer Reihenfolge): Brandenburg, Franken, Köln, Oberdeutschland, Thüringen, Utrecht, Westfalen und Wetterau. Sitz des Großpriorats war ab 1428 die Herrschaft Heitersheim in der Ballei Oberdeutschland, ab 1548 auch Reichsfürstentum.

#### Ballei Brandenburg
(Seit der Reformation protestantisch)
| Kommende                                                                                    | Gründung/Erstnachweis                                                                        | Auflösung/Verkauf                                         | Bauliche Reste                                                       | Bild |
| ------------------------------------------------------------------------------------------- | -------------------------------------------------------------------------------------------- | --------------------------------------------------------- | -------------------------------------------------------------------- | ---- |
| Johanniterkommende Braunschweig                                                             | vermutlich 1173/74 gegründet, 1224 urkundlich erwähnt                                        | 1549 aufgehoben                                           | keine baulichen Reste mehr vorhanden                                 | -    |
| Johanniterkommende Burschen (heute Boryszyn, Woiwodschaft Lebus, Polen)                     | 1767 durch Abspaltung von der Johanniterkommende Lagow entstanden, 1790 erstmals besetzt     | 1811 aufgehoben                                           | keine baulichen Reste vorhanden                                      | -    |
| Johanniterkommende Gartow                                                                   | 1360/64 erstmals genannt, 1371 Kommende                                                      | 1438 verkauft                                             | Schloss Gartow 1710 bis 1725 erbaut (an der Stelle der älteren Burg) |      |
| Johanniterkommende Gorgast                                                                  | 1768 durch Abspaltung von der Kommende Lietzen gebildet, 1788 erstmals besetzt               | 1811 aufgehoben                                           | Gutshaus des Pächters (1840 neu errichtet)                           |      |
| Johanniterkommende Goslar                                                                   | 1214 erstmals genannt                                                                        | 1527 zerstört, wenig später aufgehoben                    | Grundmauern des ehemaligen Zentralbaus mit Altarfundament            |      |
| Johanniterburg Lagow (heute Łagów, Woiwodschaft Lebus in Polen)                             | 1347 Pfandbesitz, 1350 Eigentum                                                              | 1811 aufgehoben                                           | burgartiges Kommendegebäude erhalten                                 |      |
| Kommende Liebschau Koord.: (heute Lubiszewo Tczewskie, Woiwodschaft Pommern, Polen)         | 1198 erste Schenkung an den Johanniterorden, 1287 Kommende                                   | um 1320 Kommendesitz nach Schöneck verlegt, 1370 verkauft | Kirche (aus der Johanniterzeit?)                                     |      |
| Komturei Lietzen                                                                            | 1244 erstmals genannt, Templerkommende, 1318 an die Johanniter                               | 1811 aufgehoben                                           | Kirche, Ökonomiegebäude und Kommendegebäude erhalten                 |      |
| Johanniterkommende Mirow                                                                    | 1226 erstmals genannt                                                                        | 1648 aufgehoben                                           | Kirche                                                               |      |
| Johanniterkommende Nemerow                                                                  | 1285 erstmals genannt                                                                        | 1648 aufgehoben                                           | Ruine der Klosterscheune, ein Grabmal                                |      |
| Kommende Quanthof                                                                           | 1318 erstmals genannt                                                                        | 1359 verkauft                                             | keine baulichen Reste                                                | -    |
| Kommende Quartschen                                                                         | 1232 an die Templer, 1318 an die Johanniter                                                  | 1540 gegen die Kommende Schivelbein getauscht             | Kirche (aus der Templerzeit)                                         |      |
| Kommende Rörchen (heute Rurka, Woiwodschaft Westpommern, Polen)                             | 1234 an den Templerorden, 1311 an die Johanniter, 1382 Kommendesitz nach Wildenbruch verlegt | 1648 eingezogen                                           | Kirche (aus dem Templerzeit)                                         |      |
| Kommende Schlawe (heute Sławno, Woiwodschaft Westpommern, Polen)                            | 1270 erstmals genannt, um 1350 Membrum der Kommende Zachan                                   | 1545 Kommende Zachan verkauft                             | keine baulichen Reste                                                | -    |
| Johanniterkommende Schivelbein (heute Świdwin Woiwodschaft Westpommern, Polen)              | 1540 gegen die Kommende Quartschen getauscht                                                 | 1811 aufgehoben                                           | Ordensburg                                                           |      |
| Kommende Schöneck Koord.: (heute Skarszewy, Woiwodschaft Pommern, Polen)                    | um 1320 Kommendesitz von Liebschau nach Schöneck verlegt                                     | 1370 verkauft                                             | Kommendegebäude (stark verändert)                                    |      |
| Ordensschloss Sonnenburg (heute Słońsk, Woiwodschaft Lebus, Polen)                          | 1295 Besitz des Templerorden erstmals genannt, 1318 Johanniterorden                          | 1811 aufgehoben                                           | Ordensschloss, Kirche                                                |      |
| Johanniterkommende Stargard (bei Stettin) (heute Stargard, Woiwodschaft Westpommern, Polen) | 1229 erstmals genannt                                                                        | 1367 letztmalig genannt                                   | keine baulichen Reste                                                | -    |
| Komturei Kraak                                                                              | 1217 erstmals genannt                                                                        | 1648 aufgehoben                                           | Kirche                                                               |      |
| Kommende Süpplingenburg                                                                     | ursprünglicher Templerbesitz, 1245 erstmals genannt, 1357 an den Johanniterorden             | 1810 aufgehoben                                           | Kirche                                                               |      |
| Komturei Tempelhof                                                                          | ursprünglicher Templerbesitz, um 1200 gegründet, 1318 an die Johanniter übertragen           | 1435 verkauft                                             | Kirche                                                               |      |
| Kommende Tempelburg (heute Czaplinek, Woiwodschaft Westpommern, Polen)                      | 1290 dem Templerorden geschenkt, 1345 an die Johanniter                                      | 1407 aufgehoben                                           | Kirche                                                               |      |
| Johanniterkommende Werben                                                                   | 1160 dem Johanniterorden geschenkt                                                           | 1809 aufgehoben                                           | Kirche                                                               |      |
| Kommende Wietersheim                                                                        | 1322 erstmals genannt                                                                        | 1799 verkauft                                             | Schloss (stark verändert durch Umbau 1825)                           |      |
| Johanniterkommende Wildenbruch (heute Swobnica, Woiwodschaft Westpommern, Polen)            | 1382 durch Verlegung des Kommendesitz von Rörchen nach Wildenbruch                           | 1648 aufgehoben                                           | Burg und Schloss                                                     |      |
| Kommende Zielenzig (heute Sulęcin, Woiwodschaft Lebus, Polen)                               | 1286 an den Templerorden, 1318 an die Johanniter                                             | 1811 aufgehoben                                           | Kirche                                                               |      |
| Johanniterkommende Zachan (heute Suchań, Woiwodschaft Westpommern, Polen)                   | 1269 erstmals genannt                                                                        | 1545 verkauft                                             | Kirche                                                               |      |

#### Ballei Franken
| Kommende                                                         | Gründung/Erstnachweis | Auflösung/Verkauf                                                  | Bauliche Reste                       | Bild         |
| ---------------------------------------------------------------- | --- | ------------------------------------------------------------------ | ------------------------------------ | ------------ |
| Kommende Altmühlmünster                                          | bestehendes Kloster 1158 dem Templerorden übertragen, um/nach 1312 an den Johanniterorden übertragen, 1367 Membrum von Regensburg | 1808 aufgehoben                                                    | Kirche                               |              |
| Johanniterkommende Biebelried                                    | 1244 gegründet, 1367 Membrum von Würzburg                                                                                         | 1806 aufgehoben                                                    | Burg noch vorhanden                  |              |
| Johanniterkommende Boxberg                                       | 1287 gegründet, 1367 Kammerkommende des Priors der Ordensprovinz Alamania                                                         | 1381 verkauft                                                      | wenige Ruinen auf dem Schlossberg    |              |
| Johanniterkommende Büchold                                       | 1257 erstmals belegt | 1364 verkauft                                                      | Burg                                 |              |
| Johanniterkommende Kleinerdlingen                                | 1273 erstmals belegt | 1808 aufgehoben                                                    | Kommendegebäude (Schloss)            | Bild gesucht |
| Johanniterkommende Krautheim                                     | 1367 Membrum von Boxberg | 1554 verkauft                                                      | Burg                                 |              |
| Johanniterburg Kühndorf                                          | 1315 gekauft, 1367 Kommende mit Membrum Schleusingen, 1425 war Kühndorf Membrum von Schleusingen                                  | Konvent 1436 nach Schleusingen verlegt und die Burg verkauft       | Burg                                 |              |
| Johanniterkommende Mergentheim                                   | 1192 erste Schenkung, 1227 Kommende                                                                                               | 1554 an den Deutschen Orden verkauft                               | Kirche St. Johannes                  |              |
| Kommende Moosbrunn                                               | heute Moritzbrunn, ehemalige Templerkommende, 1312 den Johannitern übertragen                                                     | 1322/24 an Bischof Marquart von Eichstätt verkauft                 | Kirche                               | Bild gesucht |
| Johanniterkommende Neckarelz                                     | Ende 13. Jahrhundert übernommen                                                                                                   | 1350 verkauft                                                      | Kirche                               |              |
| Johanniterkommende Regensburg                                    | 1264 erstmals belegt | 1810 aufgehoben                                                    | Kirche                               |              |
| Johanniterkommende Reichardsroth                                 | 1192 gegründet, 1367 Kommende, ab ca. 1380/90 Membrum von Rothenburg ob der Tauber                                                | 1819 zusammen mit der Kommende Rothenburg ob der Tauber aufgehoben | Kirche und Kommendegebäude           |              |
| Johanniterkommende Rothenburg ob der Tauber Burggasse 1, Koord.: | um 1200 gegründet, 1227 bestehend, 1367 Kommende                                                                                  | 1819 aufgehoben                                                    | Kirche und Kommendegebäude           |              |
| Johanniterkommende Schleusingen                                  | 1291 gegründet, sollte 1367 Membrum von Kühndorf sein, bereits um 1400 wieder selbständige Kommende                               | 1814/15 verstaatlicht                                              | Kirche                               |              |
| Johanniterkommende Schwäbisch Hall                               | 1185 vorhanden, seit 1600 Kommendesitz in Affaltrach                                                                              | 1805 aufgehoben                                                    | Kirche                               |              |
| Johanniterkommende Wölchingen                                    | 1239 erstmals belegt | zw. 1287 und 1313 Kommendesitz nach Boxberg verlegt                | Kirche                               |              |
| Johanniterkommende Würzburg                                      | 1179 erstmals genannt | 1806 aufgehoben                                                    | keine baulichen Reste mehr vorhanden | -            |

#### Ballei Köln

##### Bergisches Land
- Burg an der Wupper (um 1180 bis 1803)
  - Marienhagen, Bestandteil (lateinisch membrum) von Burg (13. Jahrhundert)
- Herkenrath (vor 1224 bis um 1495)
- Herrenstrunden (um 1300 bis 1806)

##### Niederrhein
- Dinslaken (1349 bis vor 1415)
- Duisburg (um 1150 bis 1803)
- Walsum (1281 bis 1806)
- Wesel (1291 bis 1806)

##### Rheinland
- Adenau (1162–1803)
- Velden bei Düren (um 1210 bis 1802)
  - Nideggen, Membrum von Velden (nach 1232)
  - Kieringen, Membrum von Velden (1330/40 bis 1802)
- Köln
- Jülich (ca. 1320 – 1542)
- Niederbreisig (1312)
  - Hönningen, Membrum von Niederbreisig (1317 bis 1803)
- Aachen (1313 bis 1794)
  - Mechelen, Gemeinde Gulpen/Wittem, Niederlande, bei Aachen (1215)

#### Ballei Oberdeutschland

##### Oberrhein
- Herrschaft Heitersheim (1272 bis 1806), seit 1505 Sitz des Großpriors, Malteserschloss und der als Membrum angeschlossene „Weinstetter Hof“ in Hartheim, weitgehend erhalten
- Kommende Meisenheim (1321–1532)
  - Membra Sulzbach und Tiefenbach[17]
- Johanniterkommende Worms, erstmals erwähnt 1307, untergegangen 1792, offiziell aufgelöst 1802.[18] Die Kommende war von 1325 bis 1367 der Mainzer Kommende unterstellt.[19]
- Kommende Ober-Mossau (1253–1557)[20], ab Mitte des 14. Jahrhunderts nicht mehr selbständig und als Membrum der Kommende Worms zugeordnet.[21]
- Kommende Mainz, erstmals erwähnt 1282
- Johanniterkommende Bruchsal, 1272 erstmals erwähnt, 1806 aufgehoben
- Kommende Sobernheim[22]
- Kommende Freiburg im Breisgau (vor 1237 bis 1677/78)
  - Neuenburg, Membrum von Freiburg (1235 bis 1806)
  - Kenzingen, Membrum von Freiburg (vor 1416 bis 1806)

##### Schwaben
- Überlingen
- Villingen
- Johanniterkommende Rottweil
- Dätzingen
- Affaltrach
- Rexingen
- Rohrdorf
- Hemmendorf

##### Elsass
- Colmar, Ende des 12. Jahrhunderts Einrichtung eines Hospizes, Kommende gegründet vor 1234, 1268 Weihe der Kirche durch Albert den Großen. 1796 Verkauf. Kommende und Johanniterhaus erhalten.
- Dorlisheim (Château Saint Jean), erste urkundl. Erwähnung 1217. 1301 fand dort eine Kapitelversammlung des Priorats Deutschland statt. Gebäude zerstört infolge der franz. Revolution
- Hagenau, St. Georg (Saint Georges)
- Mülhausen, gegründet 1220
- Rheinau, gegründet 1260. Membrum zunächst von Dorlisheim, dann von Straßburg. Zerstört durch Rhein-Hochwasser 1398 oder 1406
- Sulz, gegründet ca. 1250. Erhalten ist die Komturei mit Johanniterkirche
- Schlettstadt, gegründet 1260. Membrum von Straßburg. Erhalten sind Prioratsgebäude aus dem 14. Jahrhundert und „Ritterhof“ von 1410
- Straßburg, gegründet 1371 von Rulman Merswin auf der Insel Grünenwörth, Gebäude teilweise erhalten; Sitz der École nationale d’administration

##### Lothringen
- Puttelange-aux-Lacs (Schloss)
- Saint-Jean-de-Bassel, 1446 bis 1792

##### Eidgenossenschaft
- Basel (ca. 1200–1806)
- Bubikon (ca. 1192–1528/1789)

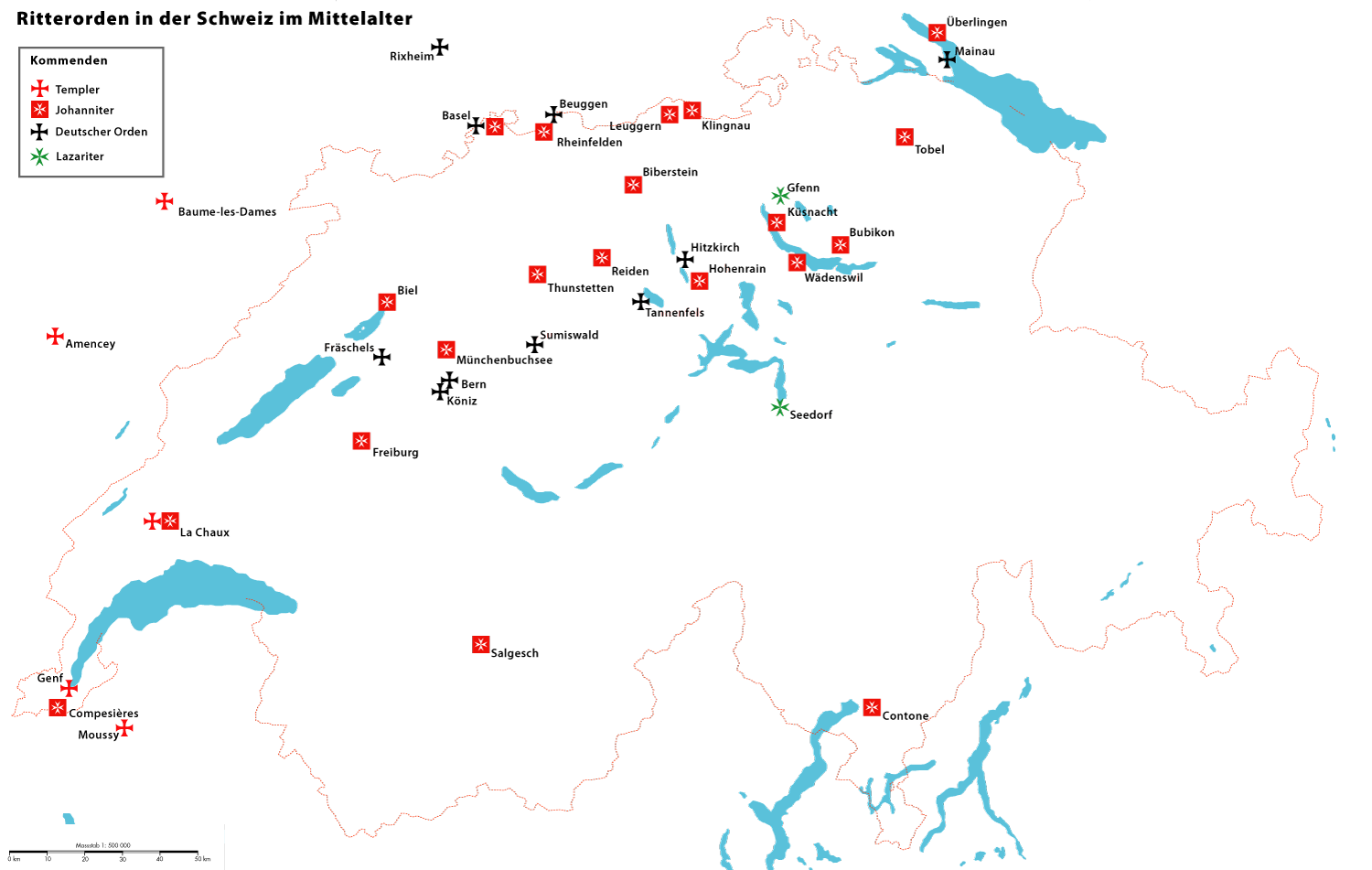
Karte der Niederlassungen der Ritterorden in der Schweiz im Mittelalter

Auf dem Bild von D. Herrliberg um 1758 sehen wir die Kommendegebäude von Reiden. Die Umschrift lautet: „Ein lustiger Sitz dem Malteserorden gehörig im Adelbode des Kantons Luzern“. Das Bild zeigt das Ritterhaus mit der Kirche. Auf dem Dachfirst saß ein spitziges, mit dem Ordenskreuz versehenes Türmchen.

- Biberstein (1335–1535), Membrum von Klingnau[23]
- Biel, Priesterkommende (1454–1528)
- Freiburg im Üechtland, Priesterkommende, (ca. 1224–1825)
- Hohenrain (ca. 1175–1807)
- Klingnau, Doppelkommende mit Leuggern (1251–1806)[23]
- Küsnacht, Priesterkommende (ca. 1358–1531)
- Leuggern, Doppelkommende mit Klingnau (ca. 1251–1806)[23]
- Münchenbuchsee (1180–1528/29)
- Reiden (ca. 1284–1807), 15. Jh. Membrum von Leuggern, 1472 Membrum von Hohenrain
- Rheinfelden (1212–1806)
- Thunstetten (ca. 1192–1528), zeitweise Membrum von Freiburg im Üechtland
- Tobel (1226–1809), mit Membrum Feldkirch, Österreich[24]
- Wädenswil (ca. 1300–1549), zeitweise Membrum von Bubikon[25]

#### Ballei Thüringen
Lediglich die ursprünglichen Johanniterkommenden und die 1316 erworbene Templerkommende Topfstedt gehörten zur Ballei Thüringen, bevor sie im 15. Jahrhundert mit der Ballei Franken vereinigt wurde. Die von den Lazariten übernommenen Häuser und die Heiliggrabpropstei Droyßig in Thüringen und Sachsen-Anhalt sind erst nach der Vereinigung der Ballei Thüringen mit der Ballei Franken erworben worden. Sie werden aber aus geographischen Gründen und der Vollständigkeit halber hier aufgeführt.
| Kommende/Ordenshaus          | Gründung/Erstnachweis | Auflösung/Verkauf | Bauliche Reste                                                  | Bild |
| ---------------------------- | --- | --- | --------------------------------------------------------------- | ---- |
| Johanniterkommende Bessingen | in Freienbessingen, 1316 erstmals belegt, bis 1339 Kommende, 1367 Filialhaus von Weißensee                                                                                      | noch im 16. Jahrhundert besaß die Kommende Weißensee einen verpachteten Hof und das Patronat der Kirche in Freienbessingen           | keine baulichen Reste mehr vorhanden                            | -    |
| Kommende Braunsroda          | 1492 vom Lazariten-Orden übernommen und zum Ordenshof abgewertet, Filialhaus von Gotha                                                                                          | 1520 endgültig verkauft | keine baulichen Reste mehr vorhanden                            | -    |
| Kommende Breitenbich         | 1492 vom Lazariten-Orden übernommen und zum Ordenshof von Gotha abgewertet | 1543 endgültig verkauft | keine baulichen Reste mehr vorhanden                            | Bild |
| Johanniterkommende Droyßig   | 1495 von den Chorherren vom Heiligen Grab übernommen | 1588 verkauft | wenige baulichen Reste noch vorhanden, Tempeltor, Kirche        |      |
| Johanniterkommende Erfurt    | 1193 erstmals belegt | 1339 an die Stadt Erfurt verkauft | keine baulichen Reste mehr vorhanden                            | -    |
| Kommende Gotha               | 1492 vom Lazariten-Orden übernommen | 1534 vom letzten Kommendator der Stadt Gotha überlassen                                                                              | späteres Spitalgebäude vorhanden                                |      |
| Johanniterkommende Heilingen | in Kirchheilingen, 1251 wird erstmals Besitz in Heilingen genannt (gehörte zu diesem Zeitpunkt zur Kommende Weißensee), 1338/39 als Kommende belegt, 1367 Membrum von Weißensee | 1428 noch Bruder Heinrich in Heilingen genannt (als Mitglied des Weißenseer Konvents), später (1688 im Lagerbuch) nicht mehr genannt | keine baulichen Reste mehr vorhanden                            | -    |
| Johanniterkommende Kutzleben | 1316 erstmals belegt, 1339 Kommende, spätestens ab 1367 Membrum von Weißensee                                                                                                   | 1814 vom Königreich Sachsen beschlagnahmt, 1815 Königlich-Preußische Staatsdomäne, 1828 in einzelnen Parzellen verkauft              | keine baulichen Reste mehr vorhanden                            | -    |
| Kommende Sangerhausen        | 1492 vom Lazariten-Orden übernommen | 1556 wurde die Kommende an den Rat der Stadt Sangerhausen verkauft                                                                   | keine baulichen Reste mehr vorhanden                            | -    |
| Kommende Topfstedt           | ehemalige Templerkommende (Gründungszeit unbekannt), nach 1312 von den Johannitern übernommen, 1316 und 1339 Kommende, 1367 Membrum von Weißensee                               | 1814 vom Königreich Sachsen beschlagnahmt, 1815 Königlich-Preußische Staatsdomäne, 1828 verkauft                                     | keine baulichen Reste mehr vorhanden                            | -    |
| Ordenshaus Utenbach          | in Utenbach, 1495 von den Chorherren vom Heiligen Grab übernommen, 1498 Membrum von Droyßig                                                                                     | 1588 verkauft | Kirche                                                          |      |
| Kommende Wackenhausen        | 1492 vom Lazariten-Orden übernommen, zum Ordenshof der Kommende Gotha abgewertet                                                                                                | 1534 vom letzten Kommendator der Stadt Gotha überlassen und vom Rat der Stadt Gotha an die Stadt Salzungen verkauft                  | keine baulichen Reste mehr vorhanden                            | -    |
| Johanniterkommende Weißensee | 1234 erstmals belegt, 1632 bis 1635 landesherrlich, danach dem Orden wieder eingeräumt, ab 1678 bis 1774 erneut vom Landesherrn usurpiert, 1774 dem Orden restituiert           | 1814 vom Königreich Sachsen beschlagnahmt, ab 1815 Königlich-Preußische Staatsdomäne, 1828 in einzelnen Parzellen verkauft           | Kommendegebäude und Patronatskirche in Weißensee noch vorhanden |      |

#### Ballei Utrecht (Niederlande)
- Arnhem
- Buren
- Haarlem
- Ingen
- Komturei Sint-Jan ten Heere, niederländisch Kerkwerve
- Middelburg
- Commanderie van Sint Jan in Nijmegen
- Montfoort
- Sneek
- Utrecht
- Waarder
- Wemeldinge

#### Ballei Westfalen
| Kommende                     | Gründung/Erstnachweis                 | Auflösung/Verkauf | Bauliche Reste                                                                                | Bild |
| ---------------------------- | ------------------------------------- | ----------------- | --------------------------------------------------------------------------------------------- | ---- |
| Johanniterkommende Borken    | 1263                                  | 1806              | Kirche (bestehenden Bau übernommen, 1629 abgegeben, 1696 Neubau)                              |      |
| Johanniterkommende Duisburg  | 1153/54                               | 1803              | keine Gebäude mehr erhalten, neue Marienkirche (von 1802), in der Nähe der alten Ordenskirche |      |
| Johanniterkommende Herford   | um 1231                               | 1810              | Kirche, Kommendegebäude                                                                       |      |
| Johanniterkommende Horst     | 1291                                  | 1806              | keine mehr vorhanden                                                                          | -    |
| Kommende Lage                | 1245                                  | 1810              | Kommendegebäude, Kirche                                                                       |      |
| Johanniterkommende Münster   | erste Schenkung 1282, 1311 Ordenshaus | 1811              | Kirche                                                                                        |      |
| Johanniterkommende Steinfurt | 1222 (um 1190)                        | 1811              | Kirche und Kommendegebäude                                                                    |      |
| Johanniterkommende Walsum    | 1281                                  | 1806              | ?                                                                                             | ?    |
| Johanniterkommende Wesel     | 1291                                  | 1806              | ?                                                                                             | ?    |

Lose assoziiert mit der Ballei Westfalen waren die friesischen Häuser des Johanniterordens, die jedoch de facto unabhängig waren.
- Kommende Strückhausen
- Kommende Inte
- Kommende Roddens
- Kommende Hoven
- Kommende Bokelesch (später mit der Johanniterkommende Lage vereinigt)
- Kommende Bredehorn
- Kommende Witleke
- Kommende Langewische

#### Ballei Wetterau
| Kommende                        | Gründung/Erstnachweis                                                                      | Auflösung/Verkauf | Bauliche Reste                                                                     | Bild |
| ------------------------------- | ------------------------------------------------------------------------------------------ | --- | ---------------------------------------------------------------------------------- | ---- |
| Johanniterkommende Frankfurt    | 1294 erstmals erwähnt, 1367 Kommende mit Membrum Mosbach                                   | 1815 von Kaiser Franz I. beschlagnahmt und an das Großpriorat Böhmen angeschlossen, 1841 an die Stadt Frankfurt verkauft und in eine Geldkommende St. Ferdinand des Großpriorats Böhmen umgewandelt. | keine baulichen Reste mehr vorhanden, Kirche 1874 abgerissen (Bild noch vorhanden) |      |
| Johanniterkommende Eschenau     | um 1303 gegründet, 1332 der Kommende Niederweisel unterstellt                              | 1336 letzte Erwähnung | Kapelle                                                                            |      |
| Johanniterkommende Grebenau     | um 1278 gegründet, 1495 Membrum von Rüdigheim                                              | 1372 verkauft, 1374 als Pfand zurück erworben, 1526 aufgehoben | Kommendegebäude                                                                    |      |
| Johanniterkommende Mosbach      | um 1218 gegründet, 1367 Membrum von Frankfurt                                              | 1819 verstaatlicht | Kirche                                                                             |      |
| Johanniterkommende Nidda        | 1187 gegründet, 1495 Membrum von Rüdigheim                                                 | 1584 als Erblehen verkauft | nur Turm der Kirche                                                                |      |
| Johanniterkommende Niederweisel | 1245 erstmals belegt                                                                       | 1809 aufgehoben | Kirche und Kommendegebäude                                                         |      |
| Johanniterordenshaus Pfannstiel | 1482 bestehende Wallfahrtskirche auf die Johanniter übertragen, 1495 Membrum von Wildungen | 1531 aufgehoben | keine Reste mehr vorhanden                                                         | -    |
| Johanniterkommende Rüdigheim    | 1257 gegründet                                                                             | 1803 aufgehoben | Kirche und Kommendegebäude erhalten                                                |      |
| Johanniterkommende Wiesenfeld   | vor 1238 gegründet                                                                         | 1527/29 aufgehoben | Kirche                                                                             |      |
| Johanniterkommende Wildungen    | 1372 Hospital an die Johanniter übertragen                                                 | 1532 säkularisiert | Kirche                                                                             |      |

### Großpriorat Ungarn
- Bjelovar, heute in Kroatien
- Buda
- Csurgó
- Gran
- Stuhlweissenburg
- Újudvar

### Großpriorat Dacia (Dänemark, Norwegen, Schweden, Rügen)
Im Wesentlichen nach Erik Reitzel-Nielsen (1984)
| Kommende/Ordenshaus                           | Gründung/Erstnachweis                            | Auflösung/Verkauf                                                                              | Bauliche Reste                       | Bild         |
| --------------------------------------------- | ------------------------------------------------ | ---------------------------------------------------------------------------------------------- | ------------------------------------ | ------------ |
| Kloster Antvorskov (DK) (Sitz des Großpriors) | 1164/70 gegründet                                | 1536 aufgehoben/1580 endgültig enteignet                                                       | Ruinen                               |              |
| Kloster Dueholm (DK)                          | um 1370 gegründet                                | 1536 aufgehoben                                                                                | Klostergebäude mit Kirche            |              |
| Kloster Eskilstuna (S)                        | ältere Kirche um 1180 den Johannitern übertragen | vermutl. 1529 aufgehoben, 1580/84 beim Bau des Schlosses Kirche und Kommendegebäude abgerissen | nur Grundmauern nachgewiesen         | -            |
| Kloster Horsens (DK)                          | 1390 erstmals belegt                             | 1537 aufgehoben                                                                                | keine baulichen Reste mehr vorhanden | -            |
| Ordenshaus Köpinge (S)                        | 1459 erstmals erwähnt                            | unklar, ob überhaupt realisiert, spätestens 1471 aufgegeben                                    | keine baulichen Reste mehr vorhanden | -            |
| Kloster Kronobäck (S)                         | Hospital 1479 den Johannitern übertragen         | 1529 aufgehoben und verstaatlicht                                                              | Ruinen                               |              |
| Kloster Lund (S)                              | 1198?/1311/12 erstmals belegt                    | 1496 getauscht gegen Besitzungen in Dänemark                                                   | keine baulichen Reste mehr vorhanden | -            |
| Johanniterkommende Maschenholz (D)            | 1408 gegründet/1415 als Kommende belegt          | nach 1470 aufgegeben                                                                           | keine baulichen Reste mehr vorhanden | -            |
| Kloster Odense (DK)                           | 1280 erstmals belegt                             | 1549 aufgehoben/vier Mönche durften aber wohnen bleiben                                        | Kirche                               |              |
| Kloster Ribe (DK)                             | 1311 erstmals belegt                             | 1531 aufgehoben                                                                                | keine baulichen Reste mehr vorhanden | -            |
| Ordenshaus Stockholm (S)                      | 1332 erstmals belegt                             | 1533 aufgehoben                                                                                | keine baulichen Reste mehr vorhanden | -            |
| Kloster Svenstrup (DK)                        | 1311 erstmals belegt                             | 1523 niedergebrannt                                                                            | keine baulichen Reste mehr vorhanden | -            |
| Kloster Værne (N)                             | um 1190 gegründet                                | 1532 aufgehoben                                                                                | Ruinen                               | Bild gesucht |
| Kloster Viborg (DK)                           | 1284 gegründet                                   | 1528 aufgehoben                                                                                | keine baulichen Reste mehr vorhanden | -            |

## Zunge von Kastilien

### Großpriorat Portugal
- Aboim
- Algoso
- Amieira
- Barrô
- Belver
- Chavão
- Covilhã
- Coimbra
- Faia
- Flor da Rosa
- Fontelo
- Leça do Bailio
- Montenegro
- Moura Morta
- Oliveira do Hospital
- Oleiros
- Puerto Marin, heute Spanien
- Poiares
- Sta. Marta Penaguião
- Sertã
- Sobral
- Távora
- Trancoso
- Vera Cruz
- Santarém